# Gdynia Główna
Gdynia Główna (Gdynia főpályaudvar) egy lengyelországi vasútállomás, Gdynia központjában, a belvárostól nyugatra.

## Szomszédos állomások
A vasútállomáshoz az alábbi állomások vannak a legközelebb:
- Gdynia Wzgórze św. Maksymiliana
- Gdynia Stocznia
- Gdynia Port Centralny railway station
- Gdynia Chylonia railway station

## Forgalom
Vonatok az állomásról:
- Gdynia – Hel
- Gdynia – Gdańsk Główny
- Gdynia – Słupsk

## Galéria

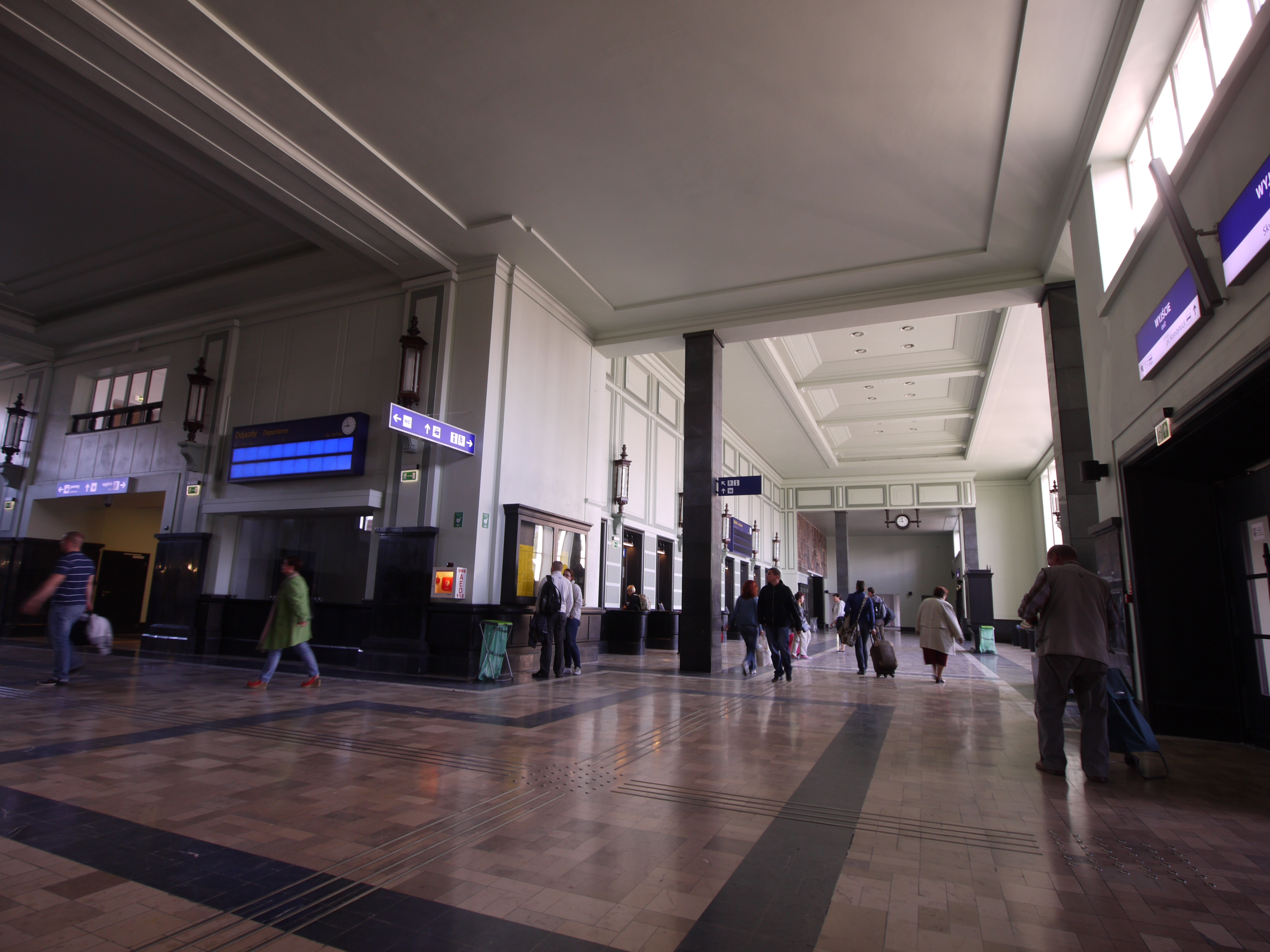
Az állomás belülről
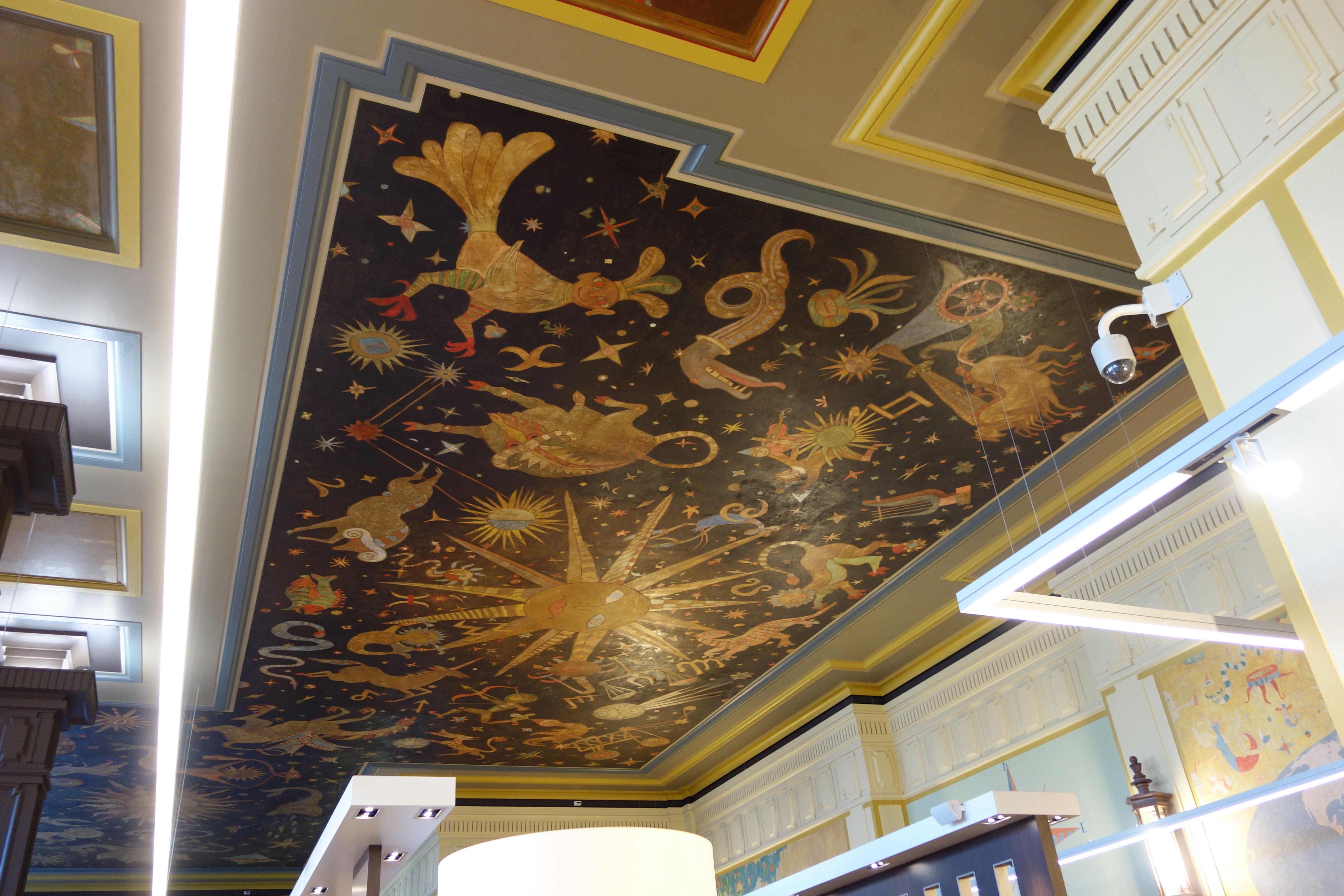
Az állomás belülről
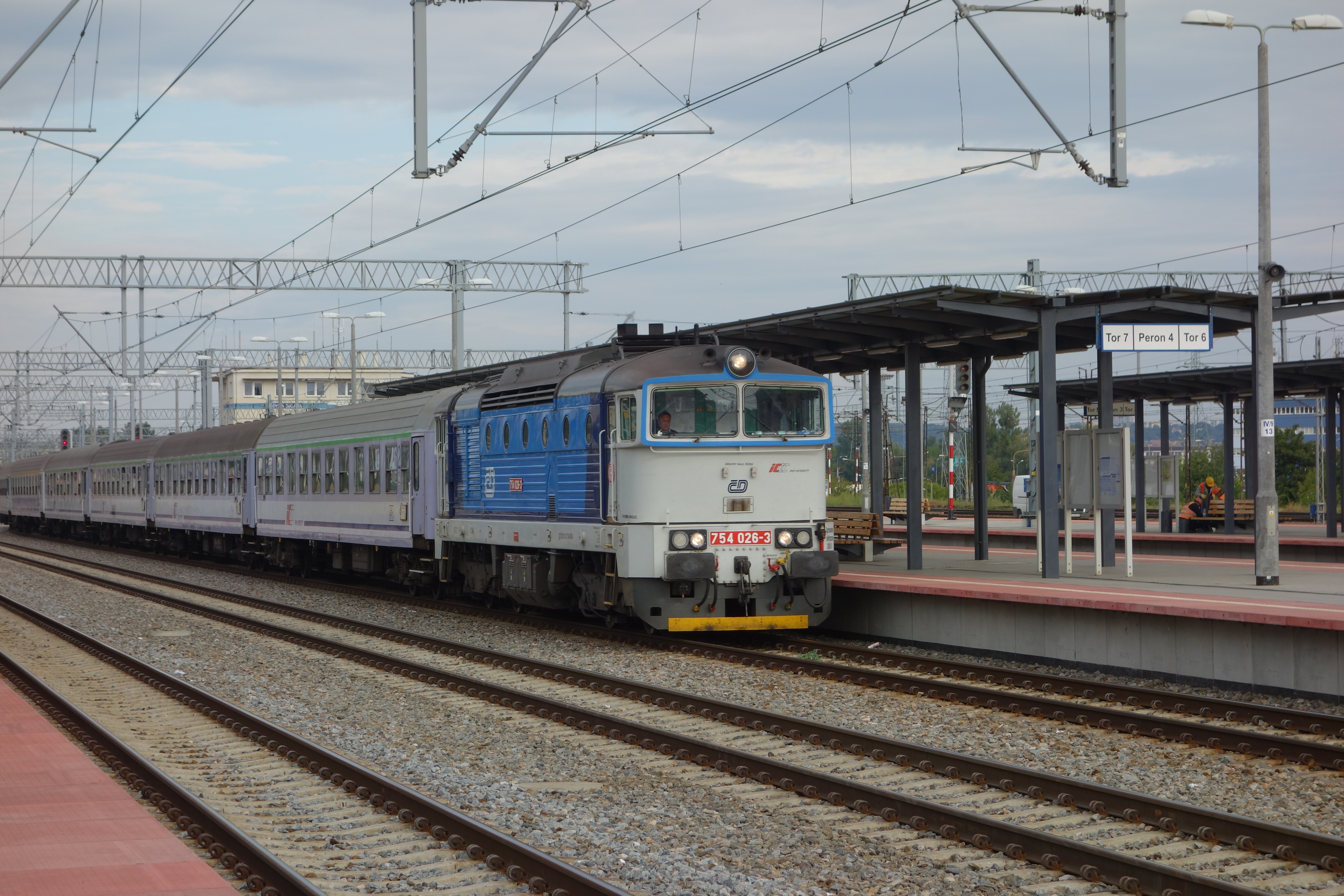
A vágányok
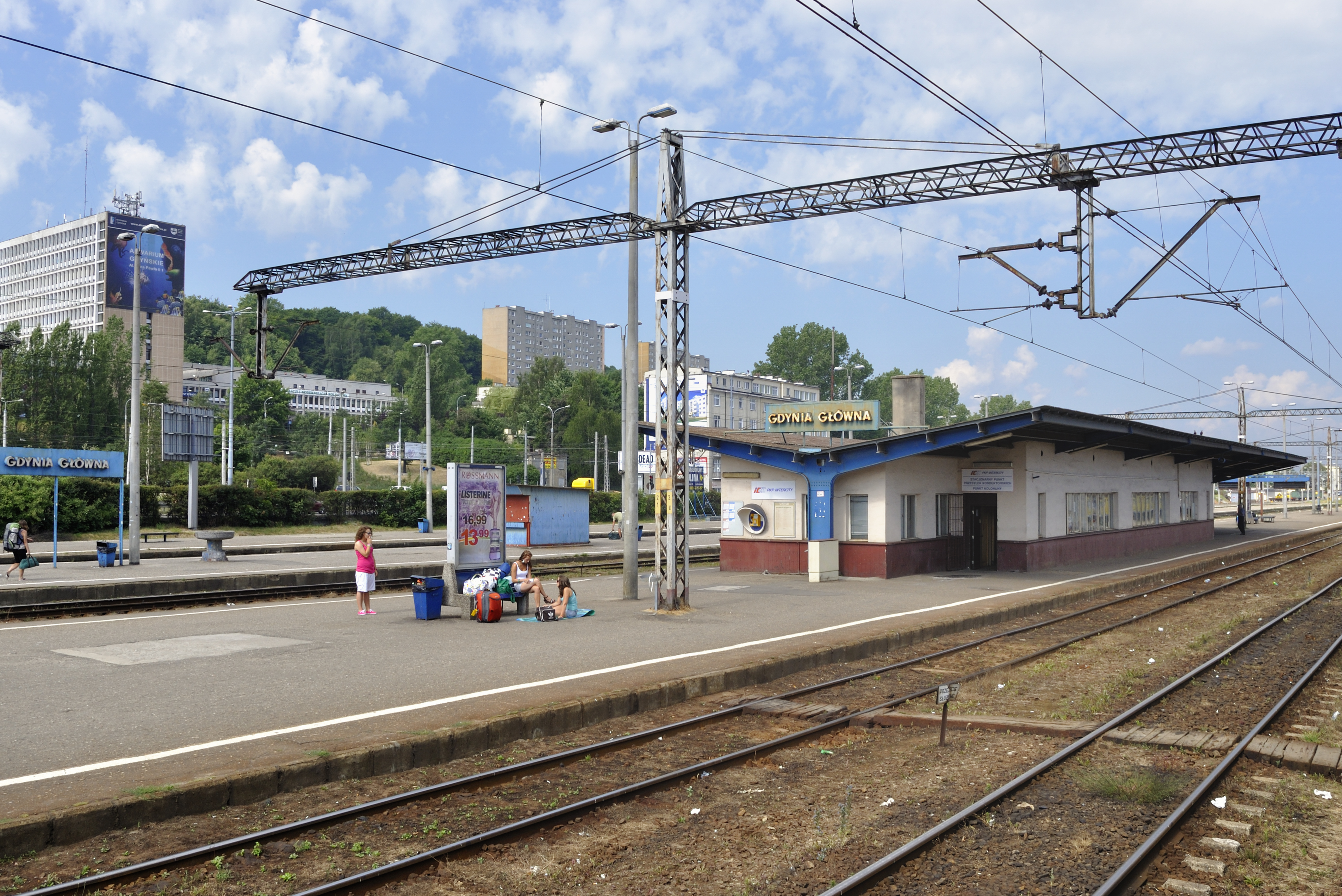
A vágányok
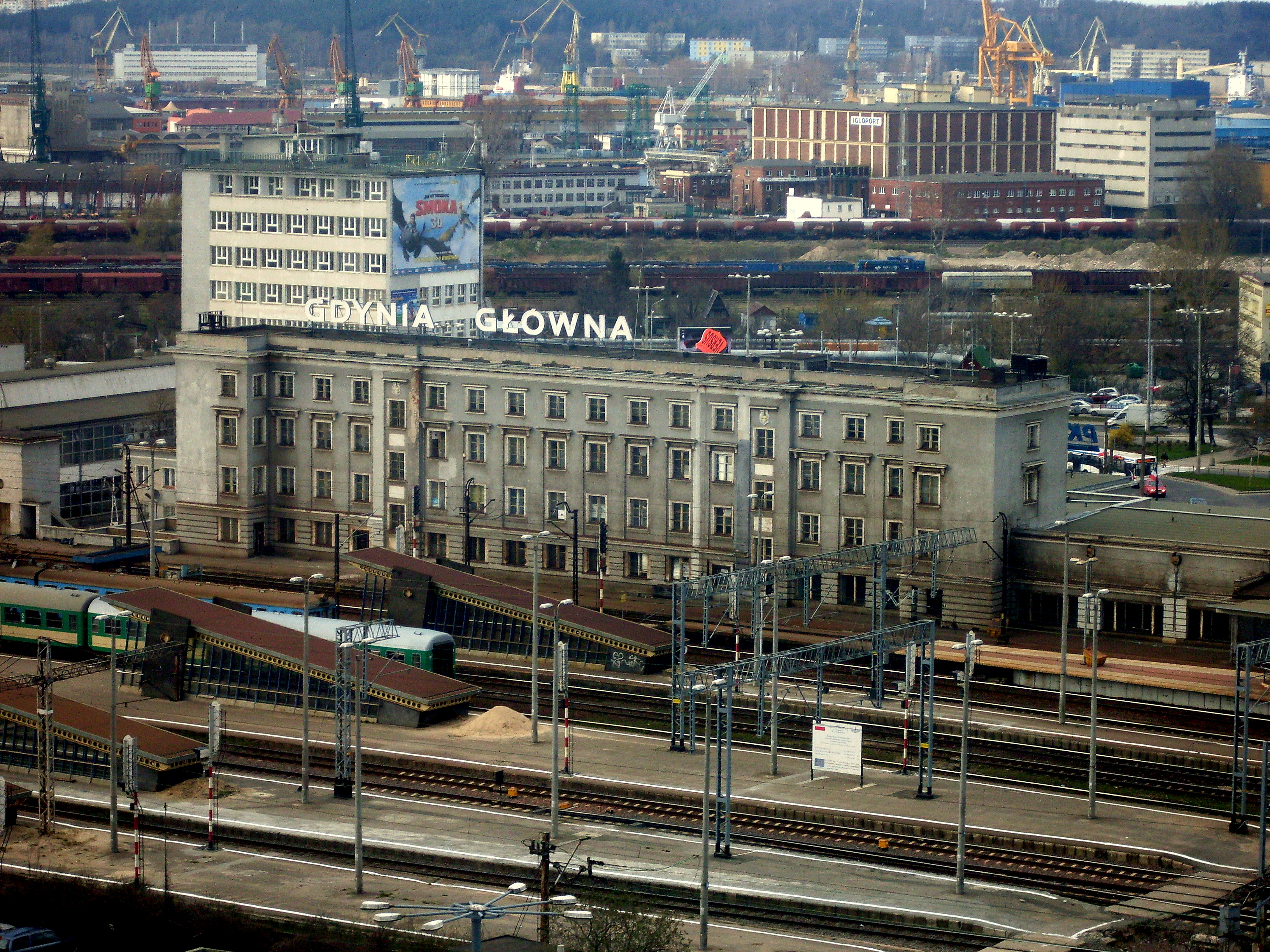
Az állomás távolról
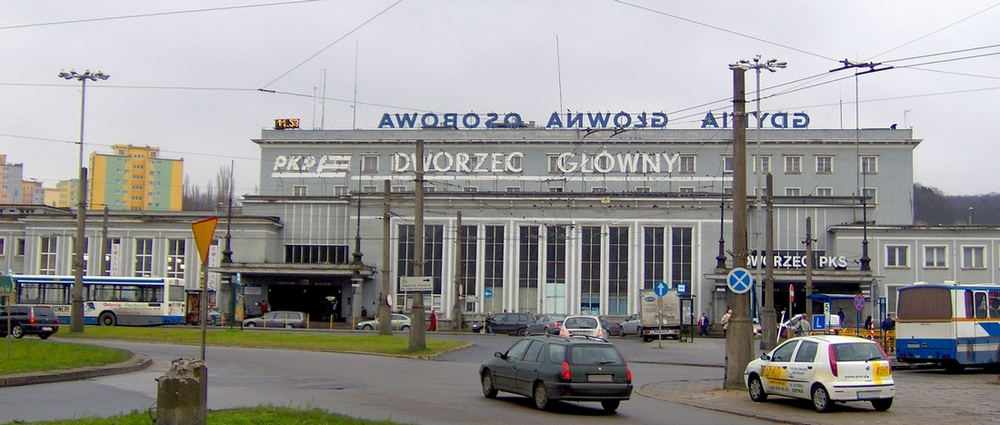
Az állomás főbejárata

## Fordítás
- Ez a szócikk részben vagy egészben  a   Gdynia Główna railway station című angol Wikipédia-szócikk fordításán alapul.  Az eredeti cikk szerkesztőit annak laptörténete sorolja fel. Ez a jelzés csupán a megfogalmazás eredetét és a szerzői jogokat jelzi, nem szolgál a cikkben szereplő információk forrásmegjelöléseként.
- Ez a szócikk részben vagy egészben  a   Gdynia Główna című lengyel Wikipédia-szócikk fordításán alapul.  Az eredeti cikk szerkesztőit annak laptörténete sorolja fel. Ez a jelzés csupán a megfogalmazás eredetét és a szerzői jogokat jelzi, nem szolgál a cikkben szereplő információk forrásmegjelöléseként.